# 2022年肯塔基州聯邦參議員選舉
2022年肯塔基州聯邦參議員選舉於11月8日舉行，旨在為肯塔基州選出聯邦參議員。在此次選舉中，現任共和黨籍聯邦參議員蘭德·保羅擊敗了民主黨候選人查爾斯·布克贏得了第三任期。
蘭德·保羅於2010年首次以56%的得票率順利當選，填補了因吉姆·邦寧退休所產生的職缺。之後保羅於2016年又以57%的得票率實現了連任。在此次選舉中，蘭德·保羅又試圖贏得第三任期。 而此次民主黨提名的候選人查爾斯·布克為前州眾議員，曾參加2020年聯邦參議員選舉民主黨初選。在投票結束後不久，保羅就獲得了選舉勝利的判定。 

## 背景
雖然蘭德·保羅希望將聯邦參議員的任期限定為兩屆，但他同時也表示不希望這一限定只對部分議員生效，因此他決定尋求第三任期。 而在此次選舉中，雙方的初選皆於5月17日舉行。 

## 共和党初选

### 候選人

#### 提名人
- 兰德·保罗，现任联邦参议员[1][4]

#### 初選中被淘汰
- 阿諾德·布蘭肯希普，退休人員[5]
- 瓦萊麗·弗雷德里克[5]
- 保羅·V·漢密爾頓，經濟學教授[6]
- 約翰·席斯，常年候選人[5]
- 塔米·斯坦菲爾德, 前銷售主管[5]

### 各方背書
行政部門官員
- 唐納德·特朗普，第四十五任美國總統[7]

全州官員
- 艾莉森·鮑爾，肯塔基州財長[8]

組織
- 自由工廠[9]
- 增長俱樂部[10]
- 拐點行動[11]

### 結果

各縣結果：

各縣結果：
布克—80-90%
布克—70-80%
布克—60-70%
布克—50-60%
布克—40-50%
布蘭頓—40-50%
梅里爾—60-70%

- 70–80%
- 80–90%
- 90–100%

| 党派 | 党派   | 候选人            | 得票数  | 百分比 |
| ---- | ------ | ----------------- | ------- | ------ |
|      | 共和党 | 蘭德·保羅（時任） | 333,051 | 86.35% |
|      | 共和党 | 瓦萊麗·弗雷德里克 | 14,018  | 3.63%  |
|      | 共和党 | 保羅·V·漢密爾頓   | 13,473  | 3.49%  |
|      | 共和党 | 阿諾德·布蘭肯希普 | 10,092  | 2.62%  |
|      | 共和党 | 塔米·斯坦菲爾德   | 9,526   | 2.47%  |
|      | 共和党 | 約翰·席斯         | 5,538   | 1.44%  |
| 合计 | 合计   | 合计              | 385,698 | 100.0% |

## 民主黨初選

### 候選人

#### 提名人
- 查爾斯·布克，前肯塔基州眾議院議員，2020年聯邦參議員候選人[13]

#### 初選中被淘汰
- 魯思·加奧，教育家及活動家[14]
- 老喬舒亞·布蘭頓，陸軍退伍軍人[15]
- 約翰·梅里爾, 化學家和海軍退伍軍人[5]

#### 拒絕參選
- 洛基·阿德金斯，肯塔基州眾議院前少數黨領袖，安迪·貝謝爾州長的高級顧問，2019年州長選舉候選人[16]
- 吉姆·格雷，肯塔基州交通部長，肯塔基州列剋星敦市前市長，2016年聯邦參議員候選人和2018年肯塔基州第六選區候選人。 [17]

### 各方背書
聯邦參議員
- 伯尼·桑德斯，佛蒙特州聯邦參議員[18]
- 伊莉莎白·華倫，馬薩諸塞州聯邦參議員[19]

聯邦眾議員
- 約翰·雅慕斯，肯塔基州第三國會選區聯邦眾議員[20]

工會
- 肯塔基州美國勞工聯合會和產業工會聯合會[21]
- 美國通信工人協會路易斯維爾分會[22]
- 國際電氣工人協會路易斯維爾分會[22]
- 全國教育協會[23]

組織
- 全新國會[24]
- 民主為美國[25]
- 不可分割行動[26]
- 保護選民聯盟[27]
- 美國計劃生育聯合會行動基金會[28]
- 工作家庭黨[29]
- 前進[30]
- 日出運動[31]

個人
- 本傑明·克倫普，民權律師[32]

### 結果
| 党派 | 党派   | 候选人          | 得票数  | 百分比 |
| ---- | ------ | --------------- | ------- | ------ |
|      | 民主党 | 查爾斯·布克     | 214,245 | 73.29% |
|      | 民主党 | 老喬舒亞·布蘭頓 | 30,980  | 10.60% |
|      | 民主党 | 約翰·梅里爾     | 28,931  | 9.90%  |
|      | 民主党 | 魯思·加奧       | 18,154  | 6.21%  |
| 合计 | 合计   | 合计            | 292,310 | 100.0% |

## 大選

### 預測.
| 來源           | 評級            | 日期           |
| -------------- | --------------- | -------------- |
| 庫克政治報告   | 稳固R（共和党） | 2021年11月19日 |
| 選舉內部       | 稳固R（共和党） | 2022年1月7日   |
| 薩巴託的水晶球 | 安全R（共和党） | 2021年11月3日  |
| 政客           | 稳固R（共和党） | 2022年10月18日 |
| RCP            | 安全R（共和党） | 2022年1月10日  |
| 福克斯新聞     | 稳固R（共和党） | 2022年5月12日  |
| DDHQ           | 稳固R（共和党） | 2022年7月20日  |
| 538            | 稳固R（共和党） | 2022年6月30日  |
| 經濟學人       | 安全R（共和党） | 2022年9月7日   |

### 各方背書
行政部門官員
- 唐納德·特朗普，第四十五任美國總統[7]

聯邦參議員
- 米奇·麥康奈爾，肯塔基州另一位聯邦參議員，參議員共和黨領袖[42]

聯邦眾議員
- 安迪·巴爾，肯塔基州第六國會選區聯邦眾議員[43]

全州官員
- 艾莉森·鮑爾，肯塔基州財長[8]
- 瑞安·誇爾斯，肯塔基州農業專員[44]

治安官
- 巴里·史密斯，戴維斯縣治安官[45]
- 肯·弗里澤爾，麥克萊恩縣治安官[45]
- 戴維·克拉夫頓，亨德森縣治安官（民主黨人）[45]
- 特蕾西·貝蒂，俄亥俄縣治安官[45]
- 基思·凱恩，戴維斯縣前治安官（民主黨人）[45]
- 埃德·布雷迪，俄亥俄縣治安官[45]

組織
- 增長俱樂部[10]
- 自由工廠[9]
- 肯塔基州警察兄弟會[46]
- 拐點行動[11]
- 公民反對政府浪費[47]
- 美國全國步槍協會[48]
- 全國獨立企業聯合會肯塔基州分會[48]
- 國家生命權委員會[48]
- 工薪家庭運動[48]
- 赫卡政治行動委員會[48]
- 參議院保守主義基金會[48]
- 肯塔基州的生命權協會[48]
- 美國合法移民協會[48]

聯邦參議員
- 科里·布克，新澤西州聯邦參議員[49]
- 伯尼·桑德斯，佛蒙特州聯邦參議員[18]
- 伊莉莎白·華倫，馬薩諸塞州聯邦參議員[19]

聯邦眾議員
- 約翰·雅慕斯，肯塔基州第三國會選區聯邦眾議員[20]

全州官員
- 傑瑞·艾布拉姆森，肯塔基州前副州長[50]

行政部門官員
- 唐納德·特朗普，第四十五任美國總統[7]

聯邦參議員
- 米奇·麥康奈爾，肯塔基州另一位聯邦參議員，參議員共和黨領袖[42]

聯邦眾議員
- 安迪·巴爾，肯塔基州第六國會選區聯邦眾議員[43]

全州官員
- 艾莉森·鮑爾，肯塔基州財長[8]
- 瑞安·誇爾斯，肯塔基州農業專員[44]

治安官
- 巴里·史密斯，戴維斯縣治安官[45]
- 肯·弗里澤爾，麥克萊恩縣治安官[45]
- 戴維·克拉夫頓，亨德森縣治安官（民主黨人）[45]
- 特蕾西·貝蒂，俄亥俄縣治安官[45]
- 基思·凱恩，戴維斯縣前治安官（民主黨人）[45]
- 埃德·布雷迪，俄亥俄縣治安官[45]

組織
- 增長俱樂部[10]
- 自由工廠[9]
- 肯塔基州警察兄弟會[46]
- 拐點行動[11]
- 公民反對政府浪費[47]
- 美國全國步槍協會[48]
- 全國獨立企業聯合會肯塔基州分會[48]
- 國家生命權委員會[48]
- 工薪家庭運動[48]
- 赫卡政治行動委員會[48]
- 參議院保守主義基金會[48]
- 肯塔基州的生命權協會[48]
- 美國合法移民協會[48]

聯邦參議員
- 科里·布克，新澤西州聯邦參議員[49]
- 伯尼·桑德斯，佛蒙特州聯邦參議員[18]
- 伊莉莎白·華倫，馬薩諸塞州聯邦參議員[19]

聯邦眾議員
- 約翰·雅慕斯，肯塔基州第三國會選區聯邦眾議員[20]

全州官員
- 傑瑞·艾布拉姆森，肯塔基州前副州長

組織
- 全新國會[24]
- 民主為美國[25]
- 不可分割行動[26]
- 保護選民聯盟[27]
- 美國計劃生育聯合會行動基金會[28]
- 工作家庭黨[29]
- 前進[30]
- 塞拉俱樂部[51]
- 日出運動[31]
- NARAL捍衛選擇權[52]
- 每個城鎮的槍支安全行動基金[53]
- 終結公民聯合會[53]
- 繼續前行組織[53]
- 和平行動[53]
- 共同防禦組織[53]
- 進步投票計劃[53]
- 新力量政治行動委員會[53]
- 紐敦行動聯盟[53]
- 合法化KY [54]

個人
- 本傑明·克倫普，民權律師[32]

### 民調
| 民調來源                          | 採集日期            | 樣本大小 | 誤差範圍 | 蘭德·保羅（R） | 查爾斯·布克（D） | 未決定 |
| --------------------------------- | ------------------- | -------- | -------- | -------------- | ---------------- | ------ |
| Mason-Dixon（页面存档备份，存于） | 2022年1月19日至22日 | 625 (RV) | ± 4.0%   | 55%            | 39%              | 6%     |

蘭德·保羅 vs. 任意民主黨人
| 民調來源                            | 採集日期          | 樣本大小 | 誤差範圍 | 蘭德·保羅（R） | 任意民主黨人 | 未決定 |
| ----------------------------------- | ----------------- | -------- | -------- | -------------- | ------------ | ------ |
| -poll-shows/6729324002/ Mason-Dixon | 2021年2月1日至4日 | 625 (RV) | ± 4.0%   | 47%            | 41%          | 12%    |

### 結果
| 党派   | 党派               | 候选人            | 得票数  | 百分比 |        |
| ------ | ------------------ | ----------------- | ------- | ------ | ------ |
|        | 共和党             | 蘭德·保羅（時任） | 913,326 | 6180%  | +4.53% |
|        | 民主党             | 查爾斯·布克       | 564311  | 38.19% | -4.54% |
|        | 海选票             | 海选票            | 193     | 0.01%  | +0.01% |
| 总票数 | 总票数             | 总票数            | 1477830 | 100.0% | N/A    |
|        | 共和党维持原有席位 |                   |         |        |        |

## 外部鏈接
官方競選網站
- Charles Booker (D) for Senate （页面存档备份，存于）
- Rand Paul (R) for Senate （页面存档备份，存于）